# Přebor Jihočeského kraje 2003/2004
Přebor Jihočeského kraje (jednu ze skupin 5. nejvyšší fotbalové soutěžer) hrálo v sezóně 2003/2004 16 klubů. Vítězem a postupujícím se stalo mužstvo FC Písek. Sestoupily poslední dva týmy SK Rudolfov a FK Soběslav.

## Systém soutěže
Kluby se střetly v soutěži každý s každým dvoukolovým systémem podzim–jaro, hrály tedy 30 kol.

## Výsledná tabulka
| Poř. | Tým                                | Z  | V  | R | P  | VG | OG | B  |
| ---- | ---------------------------------- | -- | -- | - | -- | -- | -- | -- |
| 1.   | FC Písek (S)                       | 30 | 19 | 5 | 6  | 77 | 31 | 62 |
| 2.   | TJ Malše Roudné                    | 30 | 18 | 6 | 6  | 57 | 22 | 60 |
| 3.   | SK Vodňany                         | 30 | 13 | 9 | 8  | 47 | 41 | 48 |
| 4.   | FC Protom Přešťovice               | 30 | 13 | 6 | 11 | 54 | 44 | 45 |
| 5.   | SK Zliv (N)                        | 30 | 13 | 5 | 12 | 44 | 46 | 44 |
| 6.   | TJ Hluboká nad Vltavou (S)         | 30 | 13 | 5 | 12 | 61 | 46 | 44 |
| 7.   | SK Lišov                           | 30 | 12 | 7 | 11 | 51 | 53 | 43 |
| 8.   | FC ZVVZ Milevsko (S)               | 30 | 12 | 6 | 12 | 45 | 43 | 42 |
| 9.   | FK Protivín                        | 30 | 11 | 8 | 11 | 32 | 39 | 41 |
| 10.  | TJ Lokomotiva České Budějovice (N) | 30 | 11 | 6 | 13 | 37 | 63 | 39 |
| 11.  | SK Čtyři Dvory                     | 30 | 11 | 6 | 13 | 42 | 41 | 39 |
| 12.  | TJ Dražice                         | 30 | 11 | 5 | 14 | 47 | 48 | 38 |
| 13.  | FC Chýnov                          | 30 | 10 | 7 | 13 | 34 | 40 | 37 |
| 14.  | SK Jankov                          | 30 | 9  | 9 | 12 | 35 | 46 | 36 |
| 15.  | SK Rudolfov                        | 30 | 9  | 6 | 15 | 37 | 50 | 33 |
| 16.  | FK Soběslav                        | 30 | 5  | 4 | 21 | 23 | 79 | 19 |

Poznámky:
- Z = Odehrané zápasy; V = Vítězství; R = Remízy; P = Prohry; VG = Vstřelené góly; OG = Obdržené góly; B = Body; (S) = Mužstvo sestoupivší z vyšší soutěže; (N) = Mužstvo postoupivší z nižší soutěže (nováček)

|  | Postup do příslušné Divize (A, B nebo C) |
|  | Sestup do příslušné I. A třídy           |